# BS-1 Tishina
BS-1 Tishina (tiếng Nga: бс-1 тишина) hay RGA-86 (РГА-86) là loại súng phóng lựu độc đáo được phát triển cho lực lượng Spetsnaz của Liên Xô. Trên thực tế súng phóng lựu được gọi là GSN-19 còn BS-1 là hệ thống chiến đấu khi nó được gắn vào các loại súng khác. Việc phát triển loại súng này được thực hiện vào giữa những năm 1960 và được thông qua vào những năm 1970 với ý tưởng một loại súng phóng lựu chính nó không gây ra tiếng động cũng như không tạo ra chớp sáng khi bắn để không làm lộ vị trí người sử dụng cùng nhóm tác chiến cùng mà không cần gắn thêm bất cứ phụ kiện gì. Chúng được trang bị cho lực lượng đặc nhiệm Spetsnaz để tấn công phá hủy và gây hư hại các mục tiêu quan trọng trong sâu lãnh thổ thù địch như kho đạn, trạm chỉ huy, kho nhiên liệu, nơi cất giấu máy bay... Súng hiện vẫn đang được sử dụng bởi lực lượng Spetsnaz và một số lực lượng đặc nhiệm khác.

## Thiết kế
Lựu đạn có thể được nạp ở cả hai đầu, phía trước hay sau nòng súng. Lựu đạn không có thuốc đẩy cho chính nó vì thế thuốc đẩy được nhồi vào vỏ đạn và cho vào một hộp đạn rời có thể chứa được 8 viên cho mẫu 7,62mm hay 10 viên cho mẫu 5,45mm. Việc lên đạn được thực hiện bằng tay dưới dạng thoi nạp đạn trược và xoay. Để không gây chớp sáng và giảm tiếng ồn súng được có cách hoạt động khá thú vị khi bắn. Khi điểm hỏa áp lực từ khí nén thuốc đẩy sẽ đẩy lựu đạn ra khỏi nòng súng, nhưng ngay khi lựu đạn ra khỏi nòng súng nó sẽ đóng nòng súng lại ngay tức khắc và lượng khí nén không thể thoát ra ngoài để gây tiếng động cũng như che luồng sáng. Dù khí nén áp lực cao bị kẹt trong súng nhưng nó sẽ không làm súng nổ tung do nó sẽ đẩy một pít ton điều phối áp lực trong nòng súng và xả qua ngoài ở mức không gây tiếng động. Sau một thời gian ngắn áp lực trong súng sẽ trở lại bình thường và có thể tiếp tục nạp đạn để bắn viên tiếp theo.
Súng thường được gắn dưới các khẩu súng trường tấn công vốn cũng được thiết kế riêng cho việc tác chiến đặc biệt với tiêu chí hiệu quả và không làm lộ vị trí người tác chiến. Hệ thống nhắm cơ bản của súng phóng lựu là điểm ruồi còn khi được gắn vào một khẩu súng khác thì khẩu súng được gắn vào sẽ có thêm thước ngắm dạng thang để sử dụng cho súng phóng lựu.
Có nhiều loại lựu đạn được thiết kế đặc biệt cho súng nhưng thường thì chúng có khả năng phá hủy các phương tiện cơ giới hay làm hư hại đủ không cho chúng hoạt động.